# Bandera del Óblast de Vínnytsia
La bandera del Óblast de Vinnitsa es una bandera que, junto con el escudo de armas, es el símbolo oficial del Óblast de Vínnytsia, Ucrania. Fue aprobada el 18 de julio de 1997.

## Descripción
La bandera de la región es un estandarte rectangular azul con una relación de aspecto de 2:3. En el centro de la bandera están los escudos de armas de Podolia, el sol dorado y la región de Brátslav (Podolia oriental), una cruz plateada con un escudo azul con una media luna plateada. Se colocan dos franjas rojas horizontales en la parte superior e inferior a una distancia de 1/10 del borde del lienzo y 1/10 del ancho. La combinación de dos franjas rojas y azules iguales simboliza la unidad de las tierras de Podolia y Bracław, y su repetición está en línea con la decisión heráldica de construir el escudo de armas de la región. Además, las dos franjas azules en los bordes de la bandera simbolizan los dos ríos más profundos de la región: el Dniéster y el Bug Meridional.